# Stefan Wessels
Stefan Wessels (ur. 28 lutego 1979 w Rahden) – niemiecki piłkarz występujący na pozycji bramkarza.